# Civet (groupe)
Pour les articles homonymes, voir Civet.
Civet est un groupe féminin de punk rock américain, originaire de Long Beach, en Californie. Il est affilié au label Hellcat Records et a à son actif six albums, dont le dernier Love & War (2011).

## Biographie
Le groupe se décrit lui-même comme groupe « femme fatale punk rock ». Il fait son entrée sur la scène musicale en signant chez Hellcat Records pour un premier album  Hell Hath No Fury. Dans un entretien, la chanteuse Liza Graves déclare que le nom ne renvoie pas seulement à l'animal, la civette, mais qu'il a été choisi après qu'elles ont entendu que le mot signifiait « fleur » en langue slave.
En novembre 2008, la chanteuse Liza Graves annonce une nouvelle composition du groupe. Jackie Daniels à la basse et Bombshell Brenns (Brenna Red) à la batterie sont remplacées respectivement par Jacqui Valentine (basse) and Cat Scandal (percussions), cette dernière elle-même remplacée par la suite par Danni Harrowyn.
En novembre 2010, la bassiste Jacqui Valentine et la percussionniste Roxie Darling, quittent le groupe lors d'une tournée comme avant-première du groupe Nashville Pussy.  La formation termine la tournée en remplaçant les absents par des amis,,. En janvier 2011, le groupe annonce par sa page myspace la sortie de son nouvel album, Love & War, pour le 22 février 2011 avec L.A Nights comme premier single.

## Style et influences
Le style musical de la formation est comparé à The Distillers, Bikini Kill, the Runaways, voir aussi Joan Jett. Les Civet elles-mêmes ont plusieurs fois souligné que le groupe qui les a le plus influencées est The Runaways.

## Membres

### Membres actuels
- Ms. Liza Graves - guitare, chant
- Suzi Homewrecker - guitare, chœurs
- Christian Riersgard - batterie
- Jonny Grill - basse, chœurs

### Anciens membres
- Jackie Daniels - basse
- Jacqui Valentine - basse
- Siham Shnurov - batterie
- Bombshell Brenz aka Brenna Red - batterie
- Cat Scandal - batterie
- Danni Harrowyn - batterie
- Roxie Darling - batterie

## Discographie
- 2000 : Beauty Kills (EP)
- 2001 : Grace Land
- 2003 : Civet
- 2005 : Massacre
- 2008 : Hell Hath No Fury[1]
- 2011 : Love and War

## Clips
- 2008 : Son of a Bitch
- 2011 : You Get What You Pay for